# Sângeorge
Sângeorge (deutsch Sanktgeorg, Sankt-Georg, ungarisch Tárnokszentgyörgy) ist ein Dorf im Kreis Timiș, Banat, Rumänien. Sângeorge gehört zur Gemeinde Birda.

## Geografische Lage
Sângeorge liegt im Kreis Timiș, in 50 Kilometer Entfernung von Timișoara, auf halber Strecke zwischen Deta und Gătaia.

## Nachbarorte
| Opatiţa       | Birda                                       | Berecuța  |
| Deta          | Kompassrose, die auf Nachbargemeinden zeigt | Mânăstire |
| Rovinița Mare | Rovinița Mică                               | Butin     |

## Geschichte
Eine erste urkundliche Erwähnung stammt aus dem Jahr 1319, als Villa Sancti Georgy zum Kreis Caraș gehörte. In den päpstlichen Zehntlisten von 1332–1337 gehörte die Gemeinde zur Parochie Carașova. Im Mittelalter wird die Ortschaft mehrfach schriftlich erwähnt. 
Auf der Josephinischen Landaufnahme von 1717, ist der Ort Sankt Georg mit 30 Häuser eingetragen und gehörte zum Distrikt Ciacova. 
Nach dem Österreichisch-Ungarischen Ausgleich (1867) wurde das Banat dem Königreich Ungarn innerhalb der Doppelmonarchie Österreich-Ungarn angegliedert. Die amtliche Ortsbezeichnung war Tárnokszentgyörgy.
Der Vertrag von Trianon am 4. Juni 1920 hatte die Dreiteilung des Banats zur Folge, wodurch Sângeorge  an das Königreich Rumänien fiel.
Bis zum Zweiten Weltkrieg bildeten die Serben die absolute Mehrheit der Dorfbewohner.
1924 wurden in Sângeorge Rumänen aus Turda und Igriș angesiedelt. Heute ist das Dorf mehrheitlich von Rumänen bewohnt.

## Demografie
| 1880 | 535 | 121 | 44 | 13 | 357 |
| 1910 | 603 | 91  | 23 | -  | 489 |
| 1930 | 809 | 273 | 1  | 1  | 534 |
| 1977 | 557 | 305 | 1  | 2  | 249 |
| 2002 | 507 | 340 | 6  | 5  | 156 |